# Sandringham House

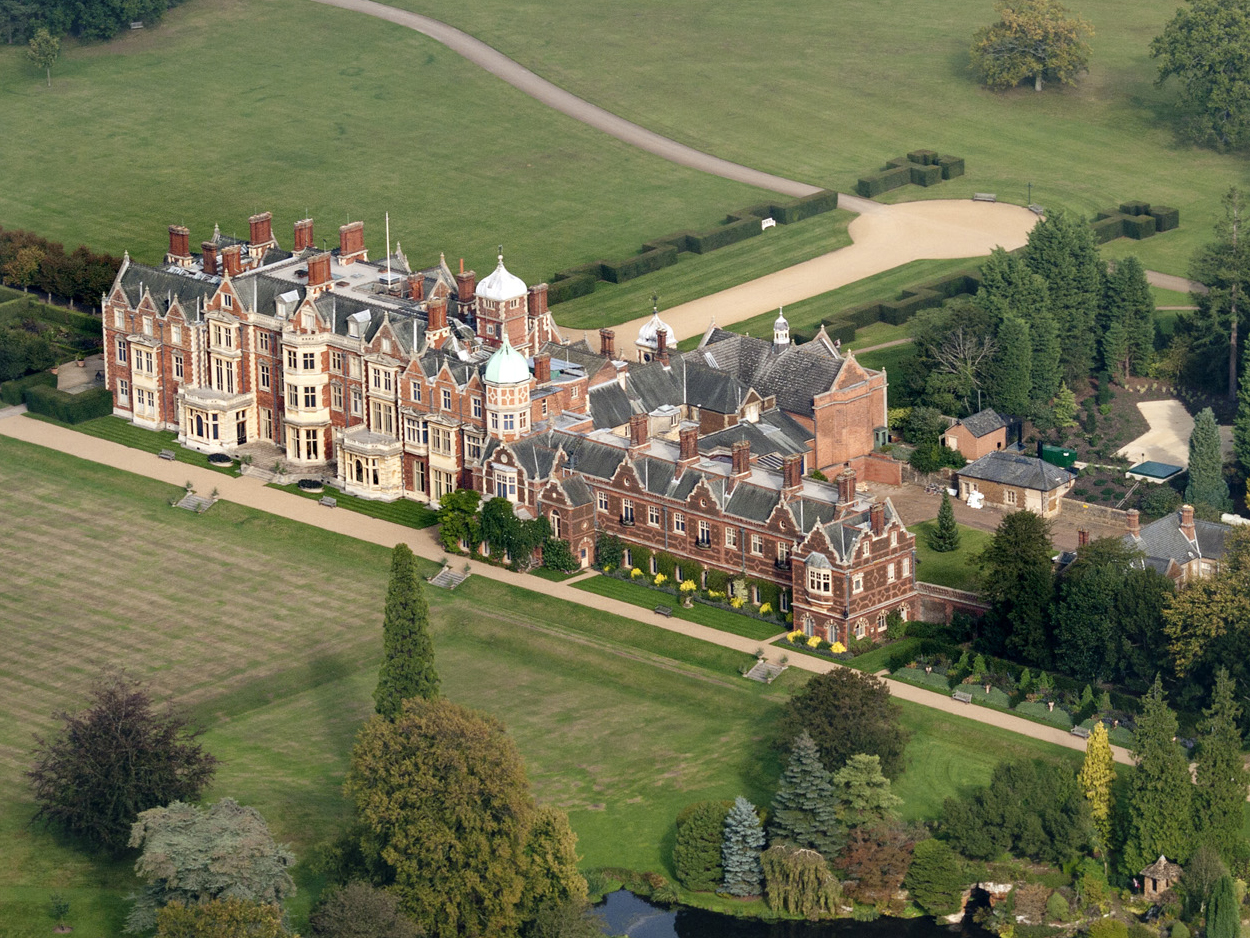
Sandringham House

Sandringham House ist ein Landsitz in der Nähe des Dorfes Sandringham bei Dersingham in der englischen Grafschaft Norfolk. Zu dem Besitz gehören 32 km² umliegendes Land. Er ist Privatbesitz der britischen Königsfamilie und nicht Teil des Crown Estate. Weitere Anwesen auf dem weitläufigen Gelände sind York Cottage, Wood Farm und Anmer Hall. Die offizielle Bezeichnung für den Gesamtbesitz aus Land und Gebäuden ist Sandringham Estate.

## Geschichte
Das Gelände war bereits seit der zweiten Hälfte des 16. Jahrhunderts bewohnt. Der Architekt Cornish Henley ließ das Gelände 1771 räumen und baute die Sandringham Hall. Während des 19. Jahrhunderts war das Anwesen im Besitz von Charles Spencer Cowper, dem Stiefsohn des Premierministers Viscount Palmerston. In seinem Auftrag erweiterte der Architekt Samuel Sanders Teulon das Gebäude um einen Vorbau und einen Wintergarten.

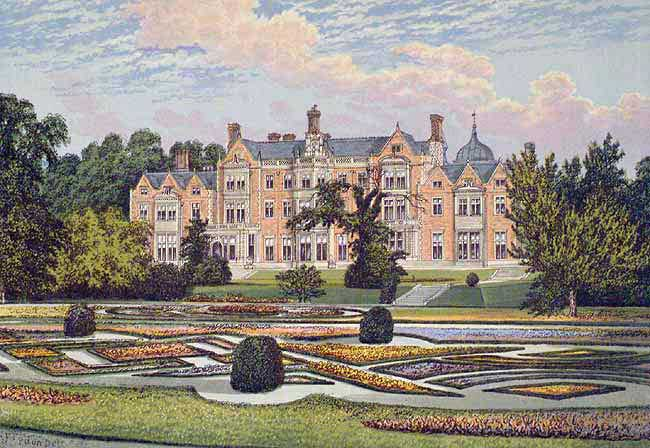
Historische Darstellung von Sandringham House, um 1880

1862 kaufte Königin Victoria das Anwesen als Wohnsitz für ihren Sohn, den Prince of Wales (den späteren König Eduard VII.) und seine Ehefrau Alexandra von Dänemark. Es erwies sich jedoch als zu klein für die Bedürfnisse des Thronfolgers, weshalb es abgerissen und vollständig neu errichtet wurde.
Das neue Landhaus aus roten Ziegelsteinen wurde 1870 fertiggestellt und blieb bis heute im Wesentlichen unverändert. Die Architektur ist im Jakobethanischen Stil gehalten, und die Technik war ihrer Zeit voraus, denn es besaß Gasbeleuchtung, Toiletten mit fließendem Wasser und sogar eine Frühform einer Dusche. Ein Teil des Gebäudes brannte 1891 während der Vorbereitungen zum 50. Geburtstag von Prinz Eduard nieder und wurde später wieder aufgebaut.
Traditionell bewohnt die königliche Familie, inklusive des Souveräns, das Anwesen heute noch jeweils von Weihnachten bis etwa Ende Januar und verbringt ihre Zeit mit der Vogeljagd. Eduard VII. liebte die Jagd so sehr, dass er alle Uhren eine halbe Stunde vor der Greenwich Mean Time richten ließ, um mehr Zeit für sein Hobby zu haben. Diese Tradition der Sandringham Time wurde von 1901 bis 1936 aufrechterhalten.
Königin Alexandra, ihr Sohn Georg V. und ihr Enkel Georg VI. starben alle in Sandringham House.

## Besichtigung
Teile des Sandringham House sind die meiste Zeit des Jahres öffentlich zugänglich. Im Erdgeschoss sind zahlreiche Kunstgegenstände zu besichtigen, die dem englischen Königshaus von anderen europäischen Monarchen zum Geschenk gemacht wurden. Darunter befindet sich ein Leuchter aus Meißner Porzellan, ein Geschenk des Deutschen Kaisers Wilhelm I.
König Georg V. ließ 1928 in einem ehemaligen Reitstall ein Museum einrichten. Neben zahlreichen Jagdtrophäen sind hier auch mehrere Staatskarossen zu sehen, darunter das erste Automobil der Königsfamilie überhaupt, ein Daimler Phaeton aus dem Jahr 1900.
Sandringham House ist von einem drei Hektar großen Schlossgarten sowie von einem 243 Hektar großen Park umgeben, die beide öffentlich zugänglich sind. Das übrige zum Sandringham House gehörenden Gelände wird je zur Hälfte an Bauern verpachtet und von einem Forstbetrieb mit eigenem Sägewerk bewirtschaftet.

## Galerie

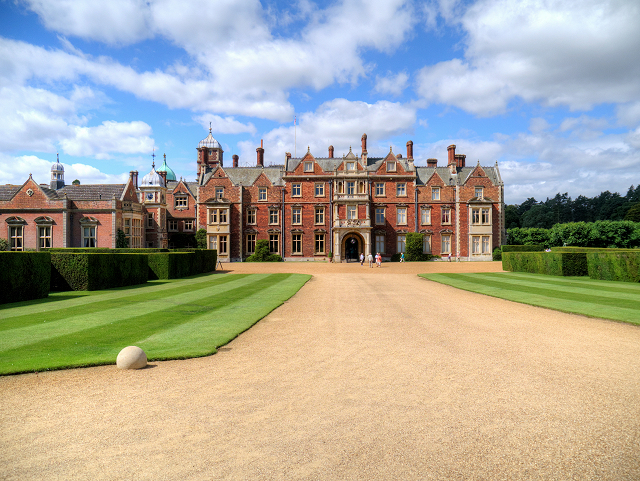
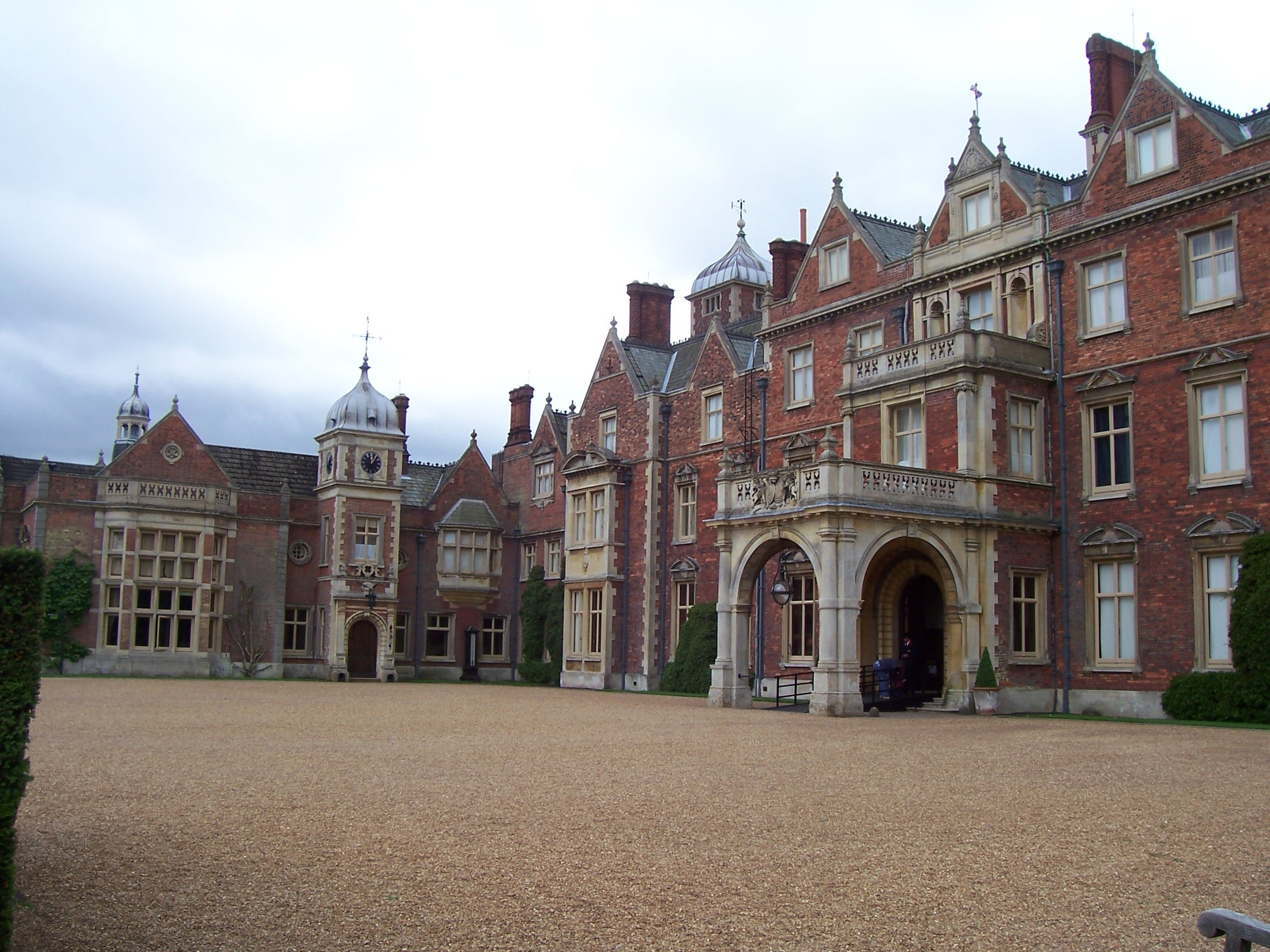
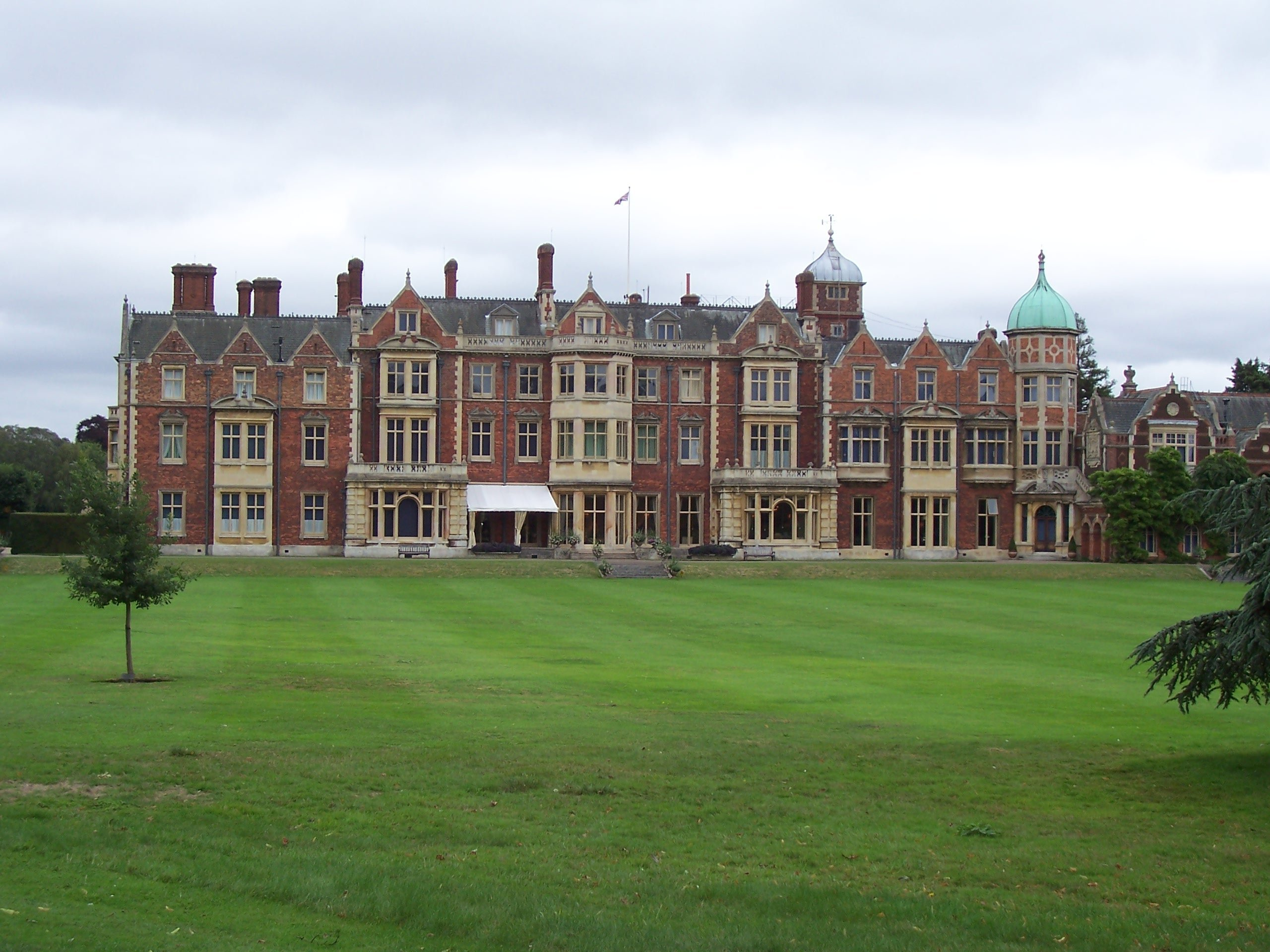
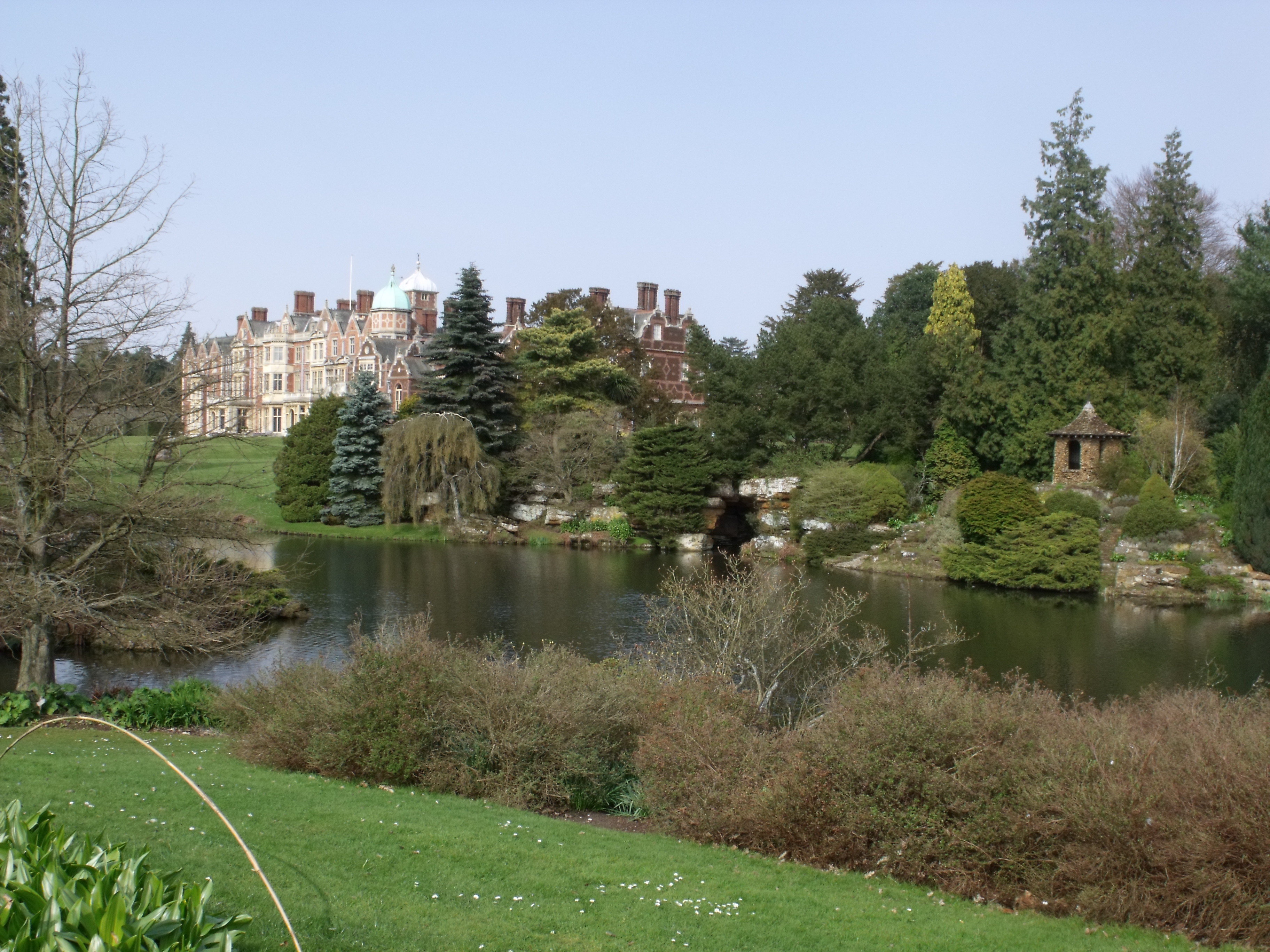
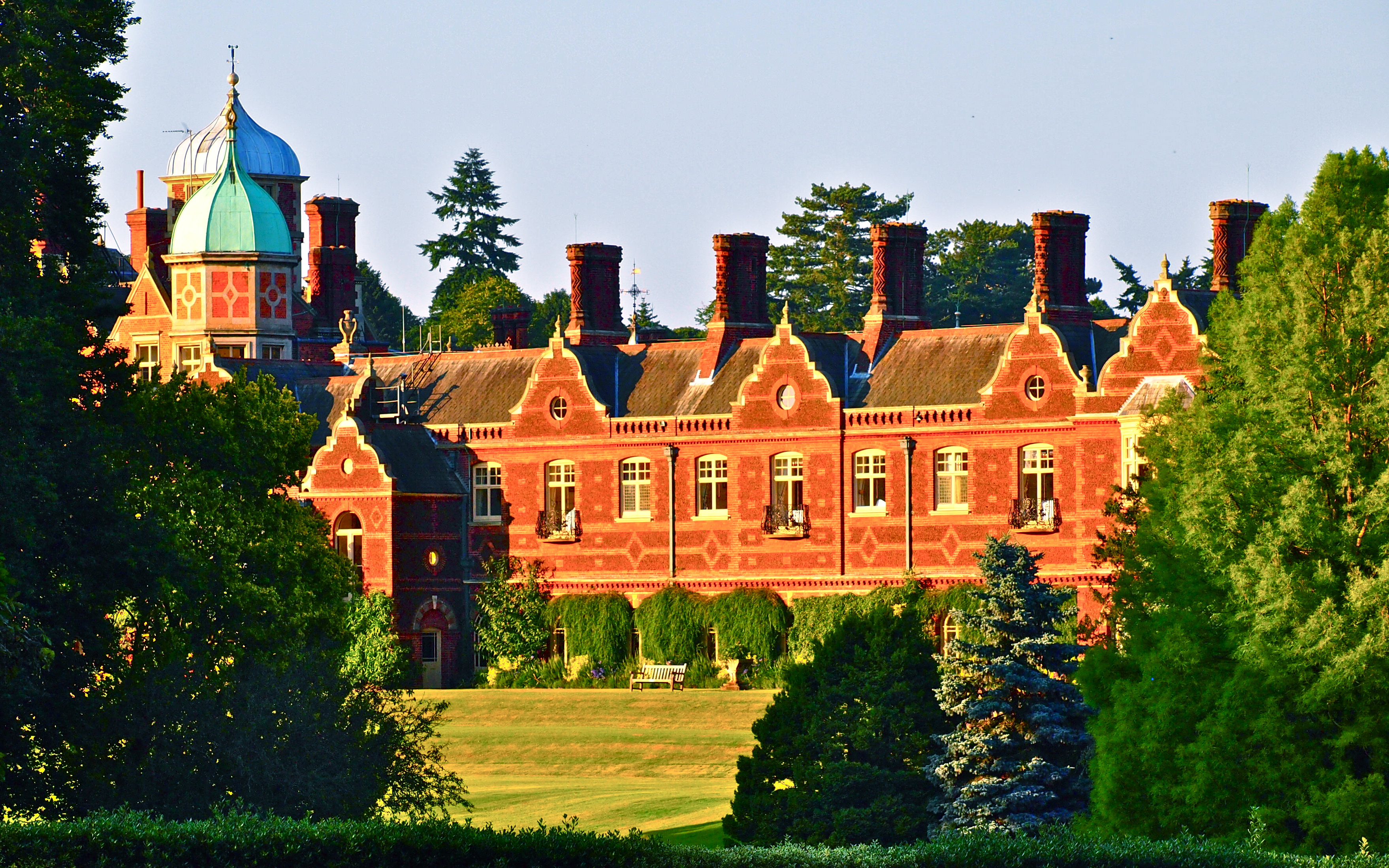
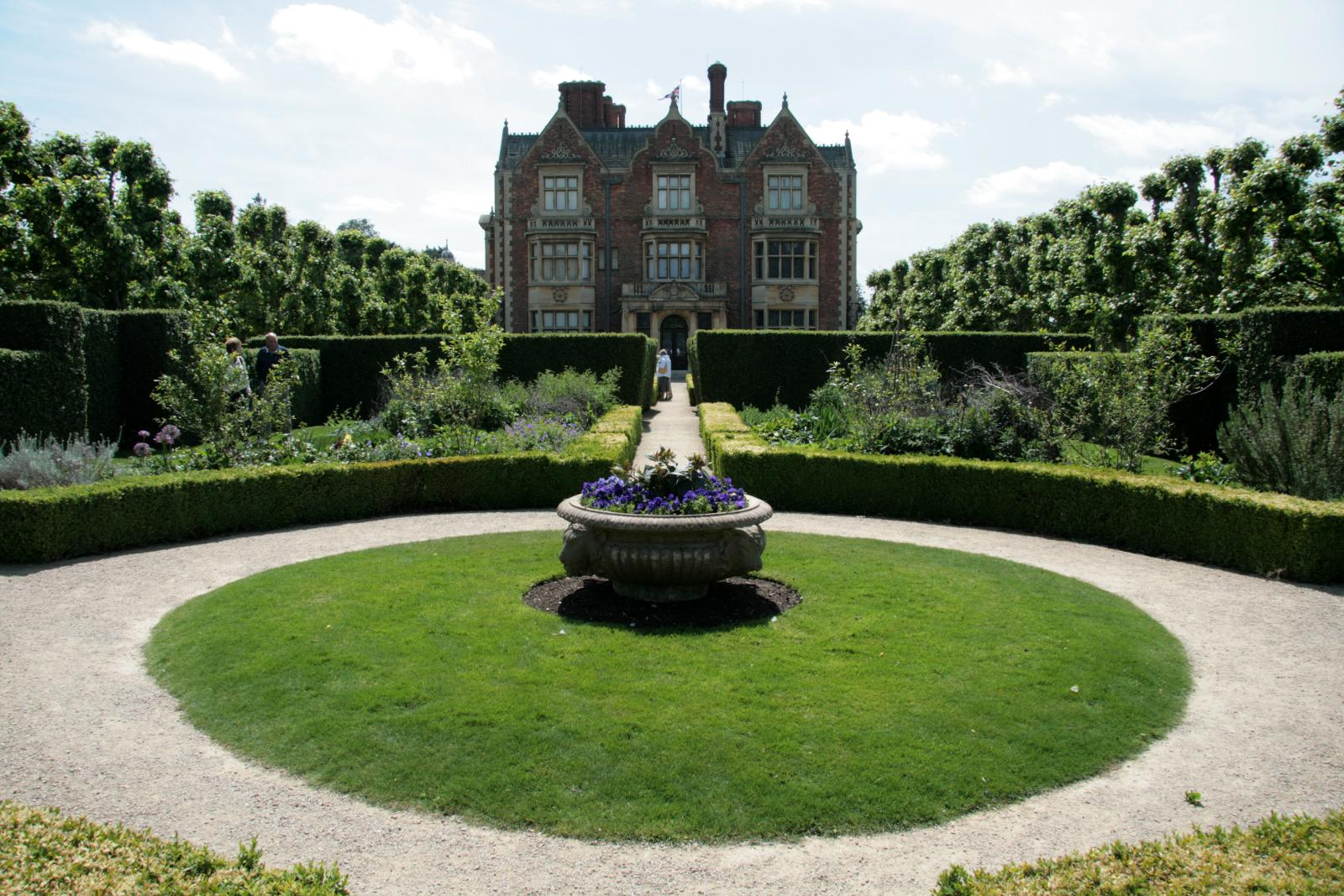
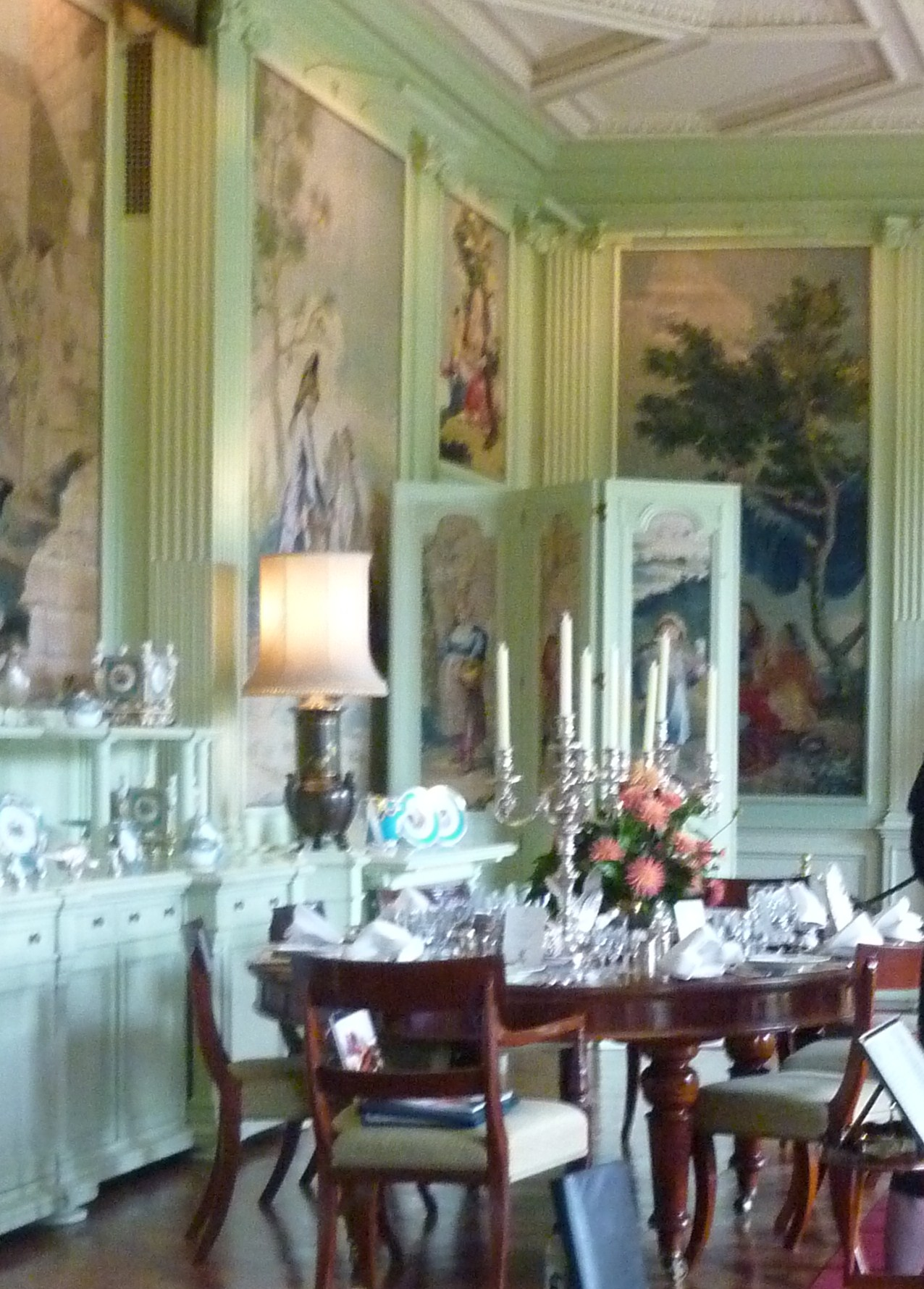